# 西洋剣術
西洋剣術（せいようけんじゅつ）は、西洋で発達した剣技のこと。剣で相手を殺傷するための技術。特に西洋では両刃の剣が主であり、片刃である日本の刀とは扱いが異なる。
騎士の時代、日本と同じように剣術は武術の中の一つであり、短剣術、長柄の武器術、組打ち術と同格に扱われそれらは明確な区別はなかった。剣を使いつつ組討をしたり、接近すると長柄の武器を捨てて短剣に持ち替える、体術と併用するといった立ち回りは、戦場においては必要不可欠な戦術であった。
日本と異なるのは弓やクロスボウが騎士の技術としてはなかった。それらは兵士身分の技術であり、騎士は白兵戦を好んだからである。
ルネサンスに代表されるレイピアは軍事用ではなく護身用であった。レイピアは暗殺の多い都市から使用された。レイピアは決闘に使われたとよくいわれるが、レイピアは決闘専用ではない。武器として一番身近にあったこの剣が結果として決闘に多く使用されただけである。この時代、レイピアと両手剣は同時に存在したし、三銃士たちも戦場ではブロードソードやサーベルを使った。

## 概要
西洋剣術は、フェンシングに代表される、西洋の戦闘技術である。刀剣のデザインは剣技と密接な関係が有るため、ロングソード、巨大な両手剣、片手剣と盾の組み合わせ、軍用サーベルなどにも独自の戦闘技術がある。
血が付いて切れなくなったり、刃が欠けて使い物にならなくなっては兵器としての実用性に欠けるため、西洋剣では切れ味よりも丈夫さが重視されていた。したがって切れ味を重視する日本刀とは異なる戦闘技術が発達した。
西洋剣術は日本の古流剣術のように連綿と語り継がれているものではなく、銃の発達によって、フェンシングなどスポーツの一種となっていたもの以外、実践的な剣術は学ぶ者がいなくなり失伝した。現在の西洋古流剣術は武術書を研究し復元されたものであるため、研究者間で解釈の違いがあり、また修正もある。武術考古学・古武術復元学とでもいうべきアカデミックな研究として行なわれる。また、日本の武道のような精神的、哲学的な要素は剣術（道）ではなく騎士道として教えられる。

## 歴史

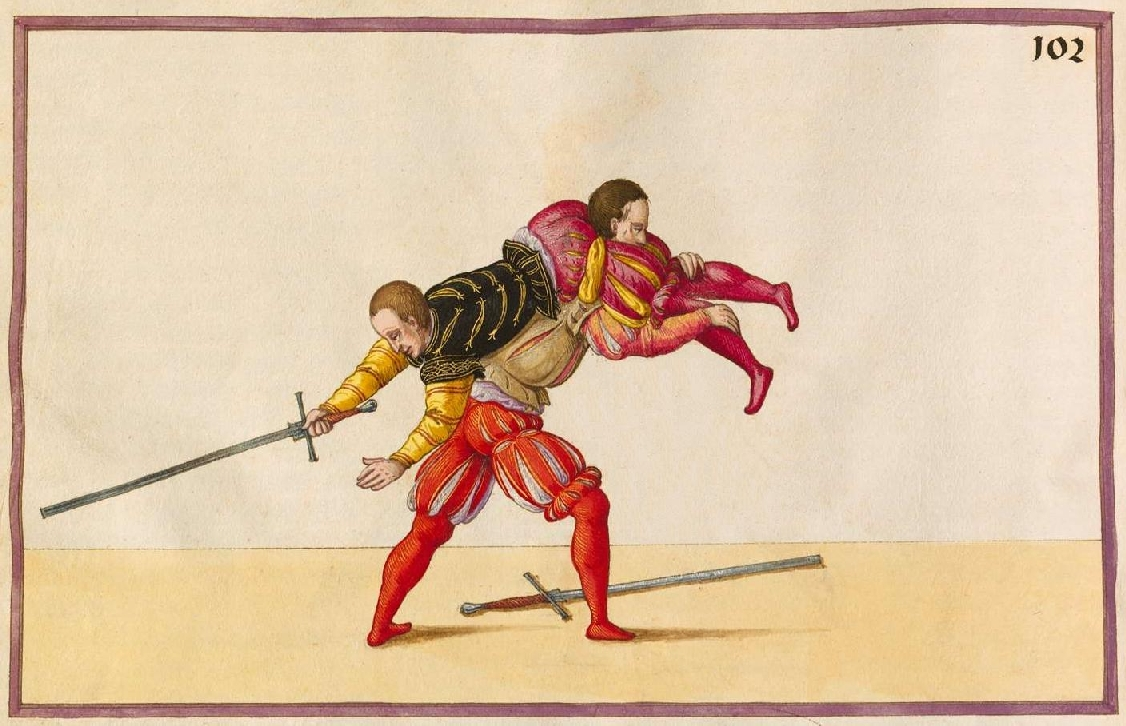
ロングソード同士の戦いにおいて体術を併用する技法。マイアーの武術書。

西洋剣術は剣が実用的な兵器として戦場に出始めたときに、それを効果的に使用すべく技術体系もあったのは間違いないだろう。それはギリシャ時代でより洗練され、ローマ時代には軍隊の教練として必須であった。やがてヴァイキングやゲルマン、ノルマンなど各民族が独自に文化を広げ、それらの中に剣術があったのも間違いないだろう。しかし、ローマ崩壊以後の暗黒時代には十分な資料がない。
中世の剣術テキストとして現存する最も古いものは13世紀、ドイツにおいて無名の僧侶が書き残したテキスト「I.33」（en）と呼ばれるものでブロードソードとバックラーのコンビネーションを述べている。このコンビネーションはその後数世紀に及び使用された人気のあるスタイルだった。
ドイツではその後ヨハネス・リヒテナウアー（Johannes Liechtenhauer）が登場する。彼はゲルマンスタイルの元祖であった。彼は秘密主義者でありその教えは一連の長い暗号めいた詩 Merkverseとして出版された。その教えは15世紀初頭、ジークモント・リンゲック（Sigmond Ringec）に引き継がれ彼はMerkverseに注釈をつけたことで知られる。パウルス・ヘクトル・マイアーはこれらの武術書を蒐集し、まとめ上げた本を1542年ごろに作成した。マイアーの武術書には体術を併用する技法や、鎌や斧を使う武術も掲載された。
もう一つはイタリアの「ルネサンス剣術」の流れである。北イタリアのフィオレ・ディ・リベリ（Fiore di Liberi）は15世紀にフェラーラのニコロ3世の宮廷剣術指南（マエストロ）に任命された。彼の書『フロス・デュエラトールム Flos Duellatorrym（戦いの花）』は、当地の剣豪「ジョバンニ・デッレ・バンデネーレ（黒隊長ジョバンニ）」をモデルに、素手の組討、ダガーを用いた二刀流、ロングソード、長柄武器などを使った完全なもので、1410年に出版された。ドイツ、イタリアではその後ハンス・タルホファーやジャコモ・ディ・グラシなどが代表される。
イギリスでは16世紀初頭にジョージ・シルバー（George Shilver）が登場する。かれはブロードソードの達人であった。彼の書『Paradoxes of Defense』と『Brief Instructions on my Paradoxes of Defense』は戦いの哲学ともいえるもので、またそのころ広がり始めたレイピアへの非難書でもあった。
当時、剣術は教養の一部とされ、多くの剣術学校があった。また、軍隊では必須教練として剣術を教えた。しかし、その後の、火薬と銃の発達に従い西洋剣術は消えていく。
ここでいう盾とは戦闘時に手に持って防御するものをいい（手盾）、矢よけのような据え置き式は言及しない。
盾はギリシャやローマを例にするまでもなく、最も基本の防御であった。鎧を作るよりもコストが安く、だれにでも使えるためである。一説によれば盾は肉食獣などの狩猟時に身を守る防具がはじまりともいわれる。盾の分布は西洋、アフリカ、アジア、オセアニア、南北アメリカ、全ての場所で見られる。しかし、日本では古代の一時期をのぞいて手盾はほとんど見られない。
西洋の古代の軍における戦術は盾の使用法と密接なつながりがあった。マケドニアのファランクスなどでは長槍と盾を持ち密集して重なる。盾は左隣の兵士の体右半分を隠す。このため盾を失うことは仲間を危険にさらす恥ずべき行為とされた。またファランクスの最右は右半身がさらされるため、勇気ある者がこの場所を担った。ローマでは盾のフォーメーションが更に発展し、亀甲陣形など盾が主体に行なわれた。
良くある間違いはローマのような組織だった使い方をすることのみで盾の有効さをいわれるが、もちろん個人戦闘でも有効である。軍隊を組織し訓練する以前から盾は個人で使っていた。
「盾に担がれて凱旋する」は名誉な戦死をしたものに限られる。映画「グラディエーター」のラストは死んだ主人公が仲間の盾に担がれる。
また、盾は面積が大きく目立つため、識別のために表面を塗り分けたがこれが騎士の紋章の始まりである。スパルタのΛマークなどすでに盾が識別マークとして使われていたことを意味する。
盾は使用者にあわせて様々な形状がある。ヴァイキングは円盾を使い、ノルマン騎兵は下が伸びた涙滴型を好んだ。これは脚を保護するのに適している。三角型の良く見られる盾形状は十字軍のころには用いられている。ドイツ型は上の角を切り欠き、視界の確保と、槍による騎馬突撃のさい、槍乗せとしても使う。東欧では側面が長く上に伸び、側頭部の保護するのもある。
やがて、甲冑が発達しはじめると盾は使用されなくなってきた。しかし、一部、グリニッジ甲冑では肘部分を大きくして、盾の代わりとしたものもある。この時代に使われた盾は、クロスボウ兵士が矢をつがえる間、身を防いだ大盾、トーナメントの紋章を描いた飾り盾、トーナメントの騎士がつける固定式の盾（タージュ）などである。
特殊なものでは決闘裁判につかわれたデュエリング・シールドがある。これは大きな盾にスパイクやフックをつけ決闘による裁判で使用された。
また、盾と他の武器を合体させたコンポジット・シールドともいうべきものも存在する。
単発銃と組み合わせたガン・シールド。篭手とスパイク、目くらましのランタンを合体させたランタン・シールドなどである。しかし、実際に使用されたとは考えにくい。
レイピアに使われたものはバックラーだが、太い針金をつけ、ここに剣を引っ掛けて折るソード・ブレイカー・シールドは実在した。
火器の発達によって軍隊では使用されなくなったが、数十年ほど前はジュラルミンの重い盾でのぞき穴がついたものを機動隊は用いた。この盾の特殊な使用法として、デモ隊員の足の甲に盾の下辺を叩きつける使用法があった(半ば非合法的な使い方であるが)。今日でも暴動鎮圧のために警察軍はポリカーボネイト製の軽く透明な盾を用いる。ライオットシールドも参照のこと。

## 剣の種類と構造
剣は刀と異なり両刃である。相手に向けた側の刃を表刃（longedge）、反対側（親指と人差し指の間側）の方を裏刃（shortedge）と呼ぶ。裏刃は剣の主なテクニックであり、角度をつけて相手の裏側を切り込む。攻撃ラインが一つ増えることでもある。

### 種類
ブロードソード
片手剣、だんびらと呼ばれる。これは後世の細いレイピアに対して幅の広い片手剣をこのように呼んだ。代表的なものはスキアヴォーナやスコティッシュ・ブロードソードである。重さは1,2kgほど。刃幅3-5cm、刃渡り60cmほどである。
大きな籠型の護拳が特徴。通常は左手に盾をもつ。
ロングソード
騎士の使う剣であり、長さ90cm-、重さ1,5-1,8kg。十字型の鍔が特徴である。これはキリスト教の十字が概念としてあるらしい。ヴァイキング、ノルマン人、十字軍の騎士から100年戦争まで使用された。もともとは馬上でも使用されたものを歩兵用の短い剣と区別してこうよばれた。それまでは剣はすべて（sword）とよばれた。ロングソードは剣身も長いながら、グリップが両手で持てるよう長くなっている。
西洋の大形剣はともすれば力任せに振り回す感じをもつがこれは現代の創作物の影響であり、実際には動きは小さい。
ハンド・アンド・ア・ハーフ
片手半剣あるいはバスタードソードとも（バスタード――混血）。両手でも片手でも使え、ブロードソードよりも長い。
あるいはグリップを長くしたブロードソードをこう呼ぶ場合がある。刃渡り70cm-、重さは1,3kg-。
ツーハンデッドソード
ツーハンドソードとも。両手剣。巨大な剣で、これを使うには技術よりも体力が必要である。ドイツのツヴァイヘンダーも同種の武器である。リカッソ（剣身の鍔に近い、刃をつけていない部分）が長く、ここを持つために革などを巻きつけた。リカッソと刃の境界には小さな鍔がある。これらは剣というよりもポールアームとみなしたほうが理解しやすい。2kg-160cm
エストック、タック
両手持ちの突剣。刃がなく、細長い角錐や円錐のような形状をしている。
チェーンメールを着た相手を刺しぬくためのもの。
レイピア
片手細身剣。三銃士などでおなじみの剣。見た目よりも重く1,2-1,5kg 刃渡り90cmほどもある。ルネッサンスの中期に現れた。通常はダガーを左手に持つ二刀流である。ない場合はバックラー（小盾）や鞘、マント等で防御をする。
フェンシングの剣のようには撓らない。
スモールソード
レイピアだが、さらに細く軽くなった。片手だけを使う。
サーベル
片刃の騎馬用刀剣。アジアの影響がありハンガリー人が騎兵隊に持ち込んだ。
フェンシングのサーベルと比較すると非常に重く、刀身が厚いため、一撃で首を断ち切る威力がある。

### 構造
ポイント point
切っ先。
ブレードblade
剣身。
エッジ cutting edge
刃。
キヨン quillon
十字鍔。シンプルな棒鍔から指環のついたもの、華麗な曲線のレイピア、フックのあるもの、護拳のあるサーベルの剣など多彩であるが、それぞれのデザインは装飾もさることながら実用性があってのこと。キヨンは拳をまもるのはもちろん、接近して殴る際にも使う。
キヨンをどのように扱うかは西洋剣術の大きな要素といってよい。
ヒルト hilt
柄。
パメル pommel
柄頭。金属の塊で、ブレードをねじ止めするナットであり、またバランスを調節する大切な部分である。また、接近戦ではここで殴ることもある。彫刻や宝石で飾っている場合も多い。
リカッソ ricasso
剣身の根元、鍔から十数センチ-数十センチのところでここはわざと刃をつけていない。手入れのとき、不用意に怪我をしないため、また、鍔近くで切ることはないので刃が不要であること、ハーフグリップ、ハーフソードというリカッソを持って使う棒術的な扱いがあることが理由。とくにロングソードにおいてイタリア剣術では「リカッソを長く取るように」とある。実際刃の付いた部分は切っ先から1/3ほどであった。

### 切れ味
西洋剣は切れないといわれる。確かにロングソード等甲冑用の剣は切れない。甲冑相手では刃が有ってもあまり意味がないからで、槍など貫通力のある武器の方が有用視され、剣の用途は殴打などになる。従って、「切れなかった」というよりも「切れる必要がなかった」と見るべきである。そのほかの剣は実は非常に切れ味が良い。
- 実験映像ではスコティッシュ・ブロードソードやナポレオン時代の騎兵サーベルは片手で直径40cmほどのつるされた肉塊を両断できる。
- 水を入れたペットボトルを下半分を残したまま、切とばす。サーベルは手首の返しだけで肉に裏刃を10cmほど切り込ませる。
- レイピアは片手の突きだけで肉の裏から切っ先が30cmほど突き出る。
- 両手剣（ツーハンドソード）の突きは自動車のドアを貫通させる。
- ロングソードは一撃で平らに置いた電話帳を両断し、吊るした牛の大腿部（大腿骨）を切断する

## 剣の持ち方

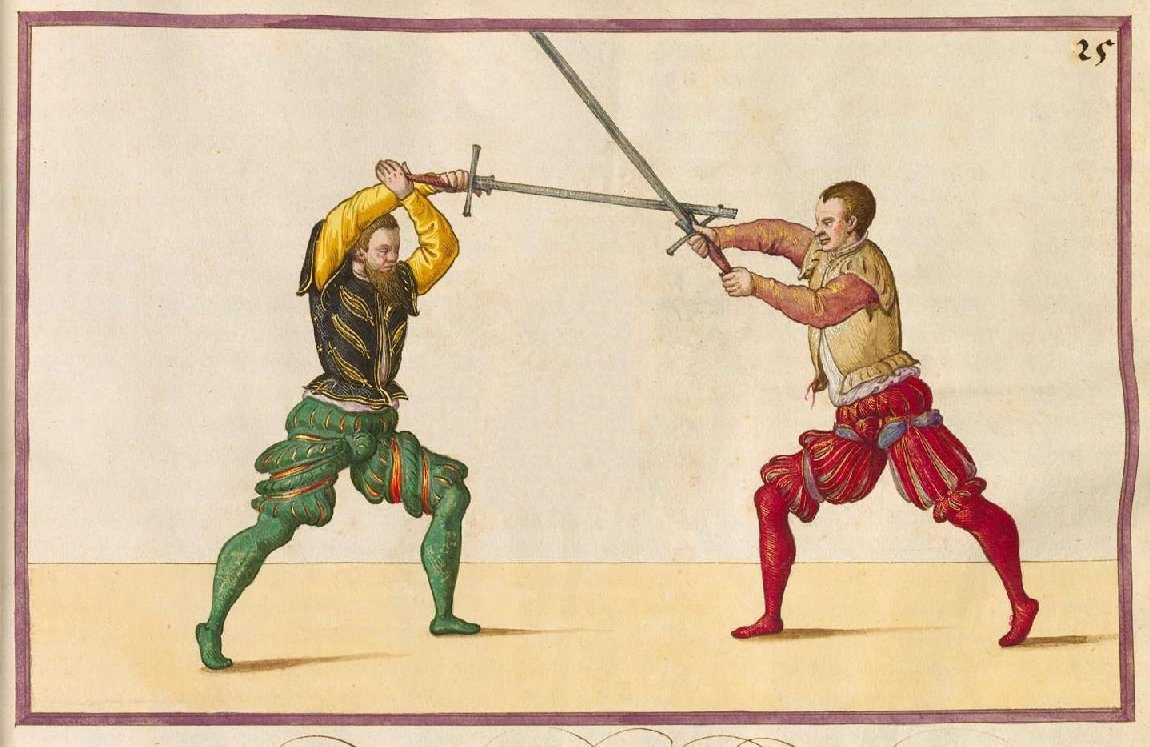
ロングソード同士の戦い。マイアーの武術書。

十字鍔のあるブロードソードでは十字鍔に人差し指を引っ掛ける持ち方がある。中華の剣も同様にして持つ。これは安定はよいが指が危険なので指環ができた。
実存するいくつかの片手剣のグリップはとても短い。また握りにあるグリップは指の凹凸と一致しない（たとえばグラディウスなど）それゆえ当時の人は手が小さかった。などという説もあったが※これは遺骨などの研究によって否定されている。いまではロングソード同様に、親指を立てて剣の峰に沿わせて持っていたと考えられている。しかし、残された絵画ではこのような表現は発見されておらず、論争になっている。
※ローマ時代のローマ人は150cmほどだったといわれる。そしてゲルマン人は180cmほどだった。ローマ人から見ればゲルマン人は巨人であった（人間の眼の位置は頭頂部から20センチ下がる）。
レイピアは、手の甲を上にして、柄頭が手首に下から押し上がるようにして持つ。こうすることで、手首が作用点、指が支点となり、重い剣先でも水平に保てることができる。初期では普通に柄を持っていたが、中期では人差し指を鍔にかける持ち方が登場し、指を守る指環がつくようになった。ルネサンスのレイピアでは、左右に付いたこの指環に中指、人差し指を引っ掛け、V字の間に柄を挟みこむような持ち方や、指環に人差し指一本もしくは人差し指・中指の二本を、銃の引き金にかけるように、引っ掛ける持ち方が出てきた。前者はイタリア式の持ち方で、一時期フェンシングでも使われたが、指の負担が大きく廃れた。
ドイツ剣術におけるロングソードの持ち方には、二つある。一つは親指の付け根、人差し指と親指のV字型になっている谷の部分（手相の知能線の入口）に、柄の裏刃側（片刃でいう峰側）をあわせて持つ方法。もう一つは、四指の付け根の関節、つまり手の甲に四つ突きでた関節の裏側（手相でいう感情線）に、へりを合わせて、親指を立てて持つ方法。親指を左右にスライドさせることで、剣の表刃、裏刃を滑らかに切り返せる上、親指で支えることで握りが安定する。このイメージは替え刃カッターの送り刃スライドを親指でチキチキと押し出した時と同じ持ち方で、親指で剣を支えるのだ。

## バックラーとブロードソード
バックラーは直径25cmほどの小さな盾であり、ルネサンス時代まで、とりわけ弓兵や一般兵に好んで使用された防具である。
軽く小さいバックラーは機動性が高く、中型以上の盾とは全く異なり、自分から相手の剣に当てていく使い方をする。そのため、盾の欠点である死角が生じないが、相手の攻撃を正確に読んで当てていく技術が要求される。気持ちとしては二刀流に近いが、バックラーを小剣にすると防御が難しい。これは腕を伸ばすことで盾の影が多く取れること（剣だと通常腕を曲げて構える）拳を中心とした前後左右で受けられるので目視誤差が少ない（小剣だと拳から上だけに限定される）が理由かもしれない。あるいは切っ先を相手に向けるとその分、ガード面積は少なくなる。
剣とバックラーのコンビネーションを扱った「I.33」においては、基本的にバックラーは柄をしっかりと持ち、腕を伸ばして、拳を相手に突きつけるように構える。こうすることで、盾の影を大きく取ることができる。
腕を伸ばす以外の構えとしては、たとえば、「女の構え（Frauen-Hut）」は中型以上のシールドにも応用できるとされる。これは、相手に左肩を見せるように横向きに立ち、バックラーと剣は胸の前で肘を曲げて祈るように持つ構えで、この姿がおびえる女性に見えることからこの名前がある。相手に左肩と背中ががら空きだと思わせ、攻撃を誘い、それを裏拳で叩き落すようにバックラーで防御し、同時に右手の剣で水平に斬りつける方法である。このときも右手と左手は同じ動きをする。
フィルボウはフィドル（バイオリンの原型の楽器）を弾いているのに似ているところから来た名前だ。剣をバックラーの裏に切っ先をななめ下にかまえる。これから剣で相手の剣を防御し、バックラーを持つ左腕で相手の右腕を絡めることができる。
右手の剣を握った拳の上にバックラーを被せるように持ち、重ねたまま攻撃するテクニックはベーシックである。これは、「小さな盾は遠くに構える」という原則に沿っており、また、最も狙われやすい篭手が絶対に防御されるという理にかなったテクニックである。相手は、篭手以外のところを狙おうとするならば、数十センチは間合いを詰めねばならなくなるのである。また、この構えは手の内が隠せるため、例えば左手に剣を持ち替え、バックラーと一緒に握っても相手には分からない。
その他、シールドに比べると遥かに軽く、自分のリーチの最大範囲で扱えるバックラーは、予備的攻撃、すなわち相手を殴る、押し付けるといった動作がしやすい。たとえば、相手の攻撃を体で避けた際には、素手の場合と異なり、バックラーでは相手の拳だけではなく、剣を持った右手自体を押さえることもできる。金属のバックラーでのパンチは非常に強力で、頭部を殴れば一撃で相手を失神させる。
バックラーはレイピアでも使うしブロードソードでも使う。レイピアのダガーで（真っ直ぐ横に長いキヨン、帆船の帆のような護拳を持つタイプのもの）はバックラーと同じように構えても良い。事実、このタイプのダガーは護拳を相手に向け剣身は垂直になるように構える。いわば、短剣のついたバックラーである。
また、バックラーは左の腰につけていた。引っ掛けているだけなので瞬時に持つことができる。つまり、急に襲われた時、左手でバックラーを瞬時に持ち、防御しつつ、右手で剣を抜いた。喧嘩っ早い連中は剣の鞘は全てを被うものではなく金属リングにしていたので簡単に剣を引き抜くことができた。この、引き抜いた直後の構え、すなわち右手を高く左の上に剣先は下を向いている状態がレイピアの構えの1番である。西洋剣は剣帯で吊ってあるため握りは左の太ももか少し上である。この位置は腕を下ろすと自然に当たる位置で剣帯がある分長い剣でも抜ける。西洋風抜刀術である。また、構えの10番は背中をガードする。つまり多人数に囲まれたときのものである。

## ブロードソード&シールド
西洋剣術の基本であるこの組み合わせは、防御と攻撃を役割分担するという考えに基づいており、古代からルネサンスに至るまで存在した。

### 足さばき
左足を前、右足を後ろして肩幅に開く。左足のつま先は相手に対して真っ直ぐ向け、右足はそれに対して45度に開く。上体は、頭上に紐がついて持ち上げられるイメージで真っ直ぐにたて、膝は軽く曲げる。重心は、足の裏全体に体重をかけるか、土踏まずよりもやや前におく。
前進は、まず左足を前、次に進んだ分右足を動かして、足を交差させて歩くように進む。足の接地は、つま先から着ける。剣道と同じである。これは当時の履物の裏が革だけで、ワラジや現代の靴のようにグリップ力がないので滑りやすいという理由がある。
裸足の感覚に近い。 後退は右足から動かし、後ろ歩きをするように、左足を追従させる。前進するときは歩幅を小さく、後退する時は大きくする。

### ソード
構え方はいくつかあるが、たとえば、剣を額の上に並行に構え頭部を守る構え方、肩に担ぐような構え方（疲れにくく、そのまま柄頭で殴るように押し出し、手首の返しで左右から攻撃できる）、腕を下に下ろす構え方（疲れにくく、盾の影になるので相手からは攻撃が見難くなる）などがある。
重いブロードソードの攻撃は、全て腰の回転から始まる。斬撃の場合、右足で踏み込むが、腰のひねりを伝えるように、肩、肘、手首と伸ばし、剣が伸びてから初めて足が着地するようにする。剣、足の順番は、突きの場合でも同じで、レイピアの技術にも通底している。基本的な斬りは、左右の水平、左右の上斜め、真上である。連続攻撃が重視され、攻撃によって空いた部分や、盾ではじかれた力をそのまま使って反対側を攻撃することが促されている。
剣先を軽く相手の盾の上に乗せる方法もある。相手は顔面を守ろうと盾を上げる。そして様子を見ようと盾を下げるだろう。そのタイミングでそのまま突きを顔面に入れる。
突きの場合、まず肘を伸ばし、顎をあげ鼻先で相手を見下ろすように突く。頭を下げると肩も下がり、5cmは到達距離が短くなり、目標もぶれてしまうという。突いた際に、手の甲が上になっているのであれば、手首を返して右から水平の斬り、手の甲が下ならば左からの斬りに繋げる。
裏刃を使った攻撃（ラップショット）では、相手の背後を狙う。剣を立て、パンチを打つように右40度に突き出した後、そのまま手首を内転させ、大きく右に踏み込む。そして、剣を手繰りよせるように肩、肘、手首をまわして裏刃で切る。相手は正対したまま後頭部、尻を斬られてしまう。
盾を持った相手へのアウトサイドへの攻撃は特殊である。盾の上から下に弧を描くように切り下ろすが、このときは一度肘を左にむけ力瘤を相手に見せ付けるような姿勢をとり、攻撃のとき肘を張って右上に上げる。そうすることで力強い攻撃が下向きにできる。このとき回転軸は肩ではなく前腕部の中ほどにある。盾のうらを上から垂直下に攻撃する（背の高い相手では難しい）。
盾同士は間合いが近いので、剣で相手の剣を捉えることもある。相手が剣を垂直に立てて構えているときなど、ラップショットの要領で相手の剣を裏から捉え自分の盾に挟み込んでしまう。相手は剣が動かせないがこちらはそのまま表刃で相手の顔を狙う。
ベテランが相手だとあなたの鼻が盾の上からのぞいたら盾と剣で頭部をガードしていても、頭部はやられる。その正確性とスピードはあなたが思っている以上にある。たった数センチの防御が間に合わない。
ブロードソードのもっとも有効な攻撃/防御ゾーンは右手正面に小型の傘を開いて短くもったほどの空間である。
盾がある場合はその傘は盾に邪魔され左下がへこんだややいびつな形になるだろう。
盾を構えるとき体を隠す構えをクローズド・ガード。開く構えをオープン・ガードという。オープンガードは盾を攻撃に使う意思がある。センターグリップの盾をオープン・ガードで構えると左手は盾の半径分リーチが伸びることになる。このリーチ分で相手を突いたり、剣を叩いたりが容易になる。相手がクローズド・ガードのとき、このリーチ分を使い相手の盾の端を強く突けば相手の盾はどんでん返しのように回る。同時に剣で開いた部分を突く。
盾の間合いは近い。接近した場合、剣が十分に振れない場合がある。そのときは柄頭やガルド(護拳)で殴るつけるのは効果的である。膝を蹴るのも有効だ。上半身の攻防と盾に気をとられ盲点になる。盾の知識のないものは盾を蹴って相手の体勢を崩せるというが、これは間違いだ。盾の後ろには空間があり体と離れているので衝撃は吸収される。むしろ盾を踏みつけるようなストロークの長い蹴りのほうがまだしも役に立つかもしれない。

### 盾
盾は拳の胸の位置にしっかりと持つ。小さな盾ほど体から離し、大きな盾は体につける。盾の陰を大きく取ることが大切であるとされ、上下は肘を中心に盾を上下に回し、左右は腰の回転で防御する。標準的な円盾は大きさが「両方の拳をあわせて肘から肘までが直径」であった。これは広げた新聞紙ほどある。盾は重いがベテランはそれほど盾を動かさなくても十分防御できる。実際彼らがセンターグリップのヴァイキングシールドを使うとき、左手の拳は直径20cmほども動かさない。
腕に固定した盾はつかまれると弱い。盾のふちをつかまれてねじられると簡単に腕の関節がはずれる。ただし、つかんだ腕は切り落とされるかもしれない。
盾は、剣と連動させ、予備攻撃に使う。たとえば、盾の縁で相手の武器や盾を引っ掛けてガードを開けさせたり（フック）、盾を相手の武器に押し付け、動きを殺して、主導権を奪ったり（プッシュ）、相手の顔に押し付け視界を奪ったりする。
盾の間合いはとても短いため、視線は相手の胸から上をとらえがちになり、腰から下には注意が行かなくなることが多い。また、自分の視界をふさぐように防御した場合には、死角ができる。そのため、盾で顔面をカバーした時は一歩後退し、顔をのぞかせる時を狙っている相手に対処することが促されている。さらに、センターボスの盾は端をおされるとどんでん返しのように盾が裏返り防御に穴が開いてしまうし、アックスなどで引っ掛けてそのまま突かれる攻撃には弱い。
盾をもって倒れた時も危険である。もし腕ベルトで固定する盾で自分がその盾の上に背中から倒れた場合、動くことができなくなる。
全ての攻撃において、盾は自分の正面にあるべきである。 初心者の多くは右斜めに切りつける時盾は左下に流れてしまう。

#### 強度と材質
ヴァイキング達は軟らかい木を材料にし、縁をわざと強化しなかった。これは相手が盾の縁を攻撃し刃が食い込んで動けなくなる一瞬を狙うためのものである。
ルネッサンス期に少数の鉄の盾がでたが重さの関係上、ほとんどが木製である。ベニア板のように木目を垂直に張り合わせた。表面に描かれた絵は識別マークの意味や古代では呪術的意味合いも有り木目が分からないようにする意味合いもあった。小型〜中型の盾は革も多い。ギリシャ時代では木の盾の上に青銅を貼り付けたが以後、そのようなものは見られなくなる。
バックラーは鉄もある。試験ではブロードソードの5-6撃で破損し、斧による攻撃では2-3撃で破壊された。

#### 盾の精神面
盾をもつということは防御専門ハードウェアを持っていることだ。
また攻撃部門の右手と独立しているので防御と攻撃を同時にできる。他のロングソードなどのように攻撃と防御二者択一ではないところが最大の強みである。
盾を持つというと消極的な感じがするが実際は逆である。
相手の攻撃2-3撃は当たらないし、盾を持っただけで体の1/3は隠れる。相手の攻撃を無力化するのだから積極的な攻撃になる。ましてやこちらの剣は短い。
剣道の試合でこちらは小太刀一本だが相手の有効な攻撃でも1/3は無効となる。となれば逃げる必然性がないといえばわかるだろう。

## ロングソード（甲冑）
甲冑着用時のロングソードを用いた剣術の特徴の一つは、リカッソをつかむハーフグリップ（ハーフソード）である。通常は右手で柄を、左手でリカッソを持ち、両手の親指は内側に向ける。鎧は切れないため、剣を棒術のように使い、突きを行ったり、柄の部分をつかって絡めたりする。
スタンスは左半身であり構えは右だけになる（相手が盾の場合は左右が反転する）。
構え1は両腕を上げ剣先を相手の顔に向ける。剣先を下にすることで弱点のわきの下をガードできる。
構え2はそのまま腕を下ろした状態である。剣先は脇を狙い右腕は下に伸ばす。
構え3は正面の構えである。腕を下ろし剣先は左に横に構える。
構え4はつばをわきの下に当て剣先はまっすぐ相手に向ける。ランスを構えたような状態になる。
第一の目標は脇の下である。次は股間である。ひじの裏、膝の裏、手のひらもターゲットになる。
ハーフグリップにおける左手は、ダガーを逆手で持っているのと同じ状態なので、非常に強く突くことができ、さらに右手と鎧の重量を加えることができる。これでメイルで覆われた喉や脇を貫くのであるが、その際には、先端を相手のアーマー部のプレートの表面にあて、滑らせるようにして脇や喉をねらう。従って良い鎧はこの部分の縁が切りっぱなしではなく、きちんと折り曲げられ返しが付いている。ドイツのゴチック式甲冑に見られる溝は、剣を滑らせ関節部から外に誘導する目的もある。
お互いハーフグリップの場合は、フェンシングのように剣の先端での争いになる。先端を細かく回して、イニシアチブを取りあうのであるが、その場合、間合いが楯以上に近いので、組み討ちに持っていったり、腰のひねりと共にキヨンでなぐるハンマーアタックを行ったり、長い柄を膝の裏に当て、足を持ち上げて倒したりする方法もある。
ユニークなテクニックとして、お互い構え2の場合、相手のガントレットに切っ先を刺し込んで引き倒す方法がある。ガントレットのカフスは動きやすいように広がっており、ハーフグリップ同士の間合いでは、剣先はすぐにその部分に届く。体を回し込みながら剣先を相手のガントレットに入れるのは容易で、やられた方は腕は切り裂かれ引きずり倒されることになる。また、そのまま相手のガントレットに覆われた手のひら（装甲はない）を突くこともある。
脇の下に剣先が入ったならば、即座に構え4で前進し、剣先をぐりぐりとこねるようにして鎖を突き破り、そのまま肺を突き通す。あるいは倒れるように体重を押し当て、倒れたならば止めを刺す。このとき甲冑の重さは武器になる。
ハーフグリップは一番近い剣先に相手が注意を向けさせ、そのままキヨンや柄頭で殴りつけるのは一動作で行うことができる。
ハーフグリップを用いず、通常に構えて斬り合う場合、切るのではなく衝撃を与え倒すことが目的となる。とりわけ、剣先を逆手に持ったハンマーアタック（モルドハウ）は強力で、ロングソードの場合、切る、突くという剣としての「正規な」使用法以外にも、使えるところは何でも使う剣術となる。
しかし、甲冑に対して最も効果的な武器はメイスやウォーハンマー、ピックなどである。
では甲冑ではあまり威力のない剣はなぜ常備していたのか。一つは槍よりも携帯性がよく短剣よりも威力があるからだろうが、装甲の薄い兵士には打撃武器よりも殺傷力や取り回しの点で有効だったはずだ。騎士は甲冑の防御力にものをいわせ強引に切り込める。さながら戦車戦のように装甲の薄いものは逃げるしかなかっただろう。

## ロングソード（平服）
以下では、ドイツ剣術を中心に扱う。
ロングソードは刀とはその中心がちがう。バランス重心はキヨンより5-10cmほど先にある（剣によってかなり異なる）。
動かすときの重心は柄の中ほどにある。良くある用法は片方の手を引き、片方の手は押す。てこの原理で強くすばやく動かせる。肩を中心に円弧状に切る刀と違う用法である。これは裏刃や接近戦で相手を引き倒すときに使う。刀では刀の刃の進行方向と体の動きが同じになるだろうが、ドイツ剣術では逆になることも多い。
ドイツ剣術の哲学は「攻撃と防御は一体」とするところである。これは楯とソードを用いて同時に攻撃防御を行うようなハードウェアにおける一体性ではなく、日本剣術のようにテクニックを用いたソフトウェアにおける一体性のことである。ただし、刃を合わせることを避ける日本剣術とは異なり、ドイツ剣術の多くのテクニックは、剣の刃が合ったところ（バインド）から技が始まる。 その際、バインドの時のお互いの剣の状態を瞬時に分析し、有利な体勢にもっていくことが肝心とされる。
バインド時の状態は、（1）ストロングかウィークか、（2）ハードかソフトか、という二つの面から判断される。前者は、剣のどの部分でバインドしているのかであり、剣の根本がストロング、先端に行くほどウィークである。後者は、どちらの剣が上になっているのか、あるいは強いかということで、上にあるほう、押しているほうがハード、下にある側、押されている側がソフトである。たとえば、もし相手の剣を剣先で受けた場合は、根本まで押し込みストロングの体制に持っていく。逆にこちらがウィークの状態であれば切っ先をかわしはずす。相手がハードの体制であればいなし、自分がハードであれば押し込んでも良いが、その場合にはカウンターへの注意が促される。
またリールという考えがある。これは常に剣先を相手に向けコーン状に剣身を動かす（防御空間がコーン状になるのはレイピアも同様）。
平服でも剣身を持つハーフグリップは使われる。防御に強く、また間合いは短くなるものの、後ろの手で柄を動かすとてこの応用で剣先はより速く強く動かせる。しかしハーフグリップでは指は狙われる。金属の剣は良くすべる。相手の剣に剣を押し当て滑らすだけで指を攻撃できる。その場合、無傷ではすまないだろう。
ナカライセンは少し奇妙な考えである。相手の剣と同じような動きをするのだ。それは相手の剣に自分の剣が糸で引かれているようなかんじだろうか。ナカライセンには3種ある。
1. 相手がガードを変えたときのナカライセン。これはお互いプフルグで構えていた場合、相手が剣をフォムタグに変えたとき　相手の剣に引かれるように突いていく。
2. 相手が攻撃ミスしたときのナカライセン。例えば、相手が袈裟切りをしてきた場合、それをかわすために一歩下がるが、同時にあなたは相手が切ってきたのと同じラインで相手の剣の後を追うように切り返す。
3. ドイツ剣術には「バインドしたとき先に剣をはずした方が負ける」といわれる。バインドし、片方が切ろうと剣をはずせばそのままこちらは突きを入れる。これがバインド・ナカライセンである。

※この時切っ先を相手に向けたままリールをし相手の剣の切っ先をはずし、自分の切っ先を相手に向けようとお互いがする。剣をはずすと突きが来るのでバインドしたままリールでぐるぐると剣を螺旋状に廻す状況が起きる。これをデス・スパイラルという。
ドイツ剣術は自分の安全を第一に考えるのは先に述べたが、これは攻撃をする場合に置いても同様だ。
例1 右フォムタァグでかまえた相手に隙があった場合。こちらは分かりやすく左のフォムタァグで構えているとする。シールハウで相手の肩（首筋）を上から切りおろすが、このときできれば狙うのは手前の肩（相手の左）ではなく奥の右肩がよい。
理由はシールハウは最終時に切っ先を下げ腕をのばし上に上げる体制になる。この時もし、手前の肩だと相手は最後の一撃で切ってくるが、奥の肩（つまり首の向こう側）だとたとえ切ってきても、相手の剣は腕をのばして受け止められる。その剣は相手の肩に切り込んでおり、相手の首がしっかりと受け止めているので相手はあなたの剣に自分の剣をぶち当て　自分で自分の傷を深くする。
例2 相手は剣道の様な大上段に構えをかえた。後述のナカライセンで相手の首を突くがこのときも切っ先を下に、腕を高くのばすシールハウをとる。相手はあわてて最後の一撃カウンターで切りおろしても、あなたの剣は高くあるので、邪魔になりあなたの頭にはあたらない。反対にあなたの剣に当てることでより深く自分自身を傷つけることになる。このばあい、普通に水平に突けば相打ちとなる可能性は高い。つまり、ドイツ剣術は攻撃してもなお、相手がカウンター攻撃をできないことを理想としている。
ロングソードのもっとも有効な攻撃/防御ゾーンは、自分の前方に大形の傘ほどのキノコを広げて持ったほどの範囲である。日本刀よりも傘は大きく距離も長い。キノコの傘の厚みは薄い（自然体の構えからでありステップを考えるとこの空間は変化する）

### 体と足さばき
体は相手を正面に見たとき、体は構えにより左右どちらかにねじれる。剣道のようにまっすぐ正対しない。足はブロードソードと同様である。ロングソードでは後ろの足を前に出す送り足を多用する。フェンシングや剣道のような継ぎ足はあまりしない。したがって相手を追いかけるとき足だけ見ると、左右左右と普通に歩くステップである。
相手に対して前進するときは必ず相手の左右に回り込む。剣道のようにクイのようにしての中心に食い込むことはない。
これをやると突きの場合たいていは相打ちになる。剣の長さが相手のほうが長ければ、自分が死ぬ。剣には強い方向がありそれは自分の正面からやや右である。この方向をさけ、弱い方向から攻撃する。これはハーフグリップから組討になる場合、大切な概念である。例えば膝へのキックがある。甲冑着用のとき、正面から膝へのキックは相手の動きをとめるだけだが、相手の横に回りこみ膝を横から蹴ると、甲冑の重みで膝は折れてしまう。投げも同様である。相手の強い方向へ引っ張ったり後ろから押したり横から押したりすると、相手はバランスを崩し倒れるのは柔術と同じ考えである。

### 構えと攻撃
基本の構えは四つあり、それぞれ左右同形である。
フォム・ダッハ（Vom Dach, Vom Tag：屋根）
日本剣術の八双のように、剣はまっすぐ、姿勢もまっすぐにし、足は左を前にして肩幅に開き、膝をリラックスさせる。肘を張って、裏刃を使えるようにする。ここからは、斜め下に強烈に切り下げる（ツォルンハウ　Zornhau）。その際、左の握りは雑巾絞りのように絞り込み、切り下ろした時には、体は横や下を向かず、まっすぐになるようにする。
練習では腕を前にかまえ剣の動きは小さくする。この構えは相手が多人数の場合使いやすい。右でも左でも剣を動かせる。また大上段は肘が死角となるがこの構えにはその弱点がなく剣を立てるので疲れも少ない。
オクス（Ochs：雄牛）
左足を前に出し、切っ先を相手に向け、右の頬の横で雄牛の角のごとく構える。キヨンは自分の顔よりも前にして、顔面を守る。右手の親指は下に向け腕はクロスする。いかにも突きの構えに見えるがここから攻撃はツベルクハウである。アームクロスをすでにしているためむしろ、突きよりもツベルクハウのほうが出しやすいのだ。オクスはリードルをして再度突きをおこうなう通過の構えとしてもある。突きは手を伸ばし踏み込むが、体は相手に対して右斜めに進める。剣の軸線と体の移動方向を違えることで、相手のカウンターに備えるのである。
プフルーク（Pflug：鋤）
剣を正眼に、しかし腕を右に寄せ、左足を前にした構え。ここからの攻撃もオクス同様に突きである。
アルバー（Alber：愚者）
左足を下げ、右足を前に、腕を左に下ろし、切っ先を正面下に下げた構え。これは一見ノーガードに見えるので、勢い込んで相手が攻撃してくる時に、切っ先を上に向け下腹を突く。さらにノーガードに見せるべく、切っ先は地面に降ろして剣を垂直に立て、左手は柄頭の上に重ねる方法もある。右手を軸に左手で柄頭を押し下げると、テコの応用で剣先は持ち上げるよりも早く上を向くのである。
補助的な構えと攻撃としては、シュランクフート Schrankhut （横木の構え、剣は体より前。そのまま裏刃で切り上げるために刃は垂直方向に向く）や、ネーベンフート Nebenhut（下段横構え。剣は後ろに引く。テイルガード。刃は水平）などがある。
ドイツ剣術は日本剣術にくらべて剣の位置が高く、肩の高さのハイ・ラインで行う。また、映画のように腕を大きく動かさない。自分の体の前にビーチボールのような空間があり、手はそこからはみ出すことはあまりない。手首のやわらかい回転が重視される。
ドイツ剣術では、攻撃は構えと構えの間にある。つまり、攻撃を終えた時には次の構えになっていなければならず、そこから連続攻撃をするのが前提となっている。例えば、フォム・ダッハから斜め左に切り下げ、シュランクフートになり、そこから水平に裏刃を使って切り（ミッテルハウ mittelhaw）、ネーベンフートで構え、下から切り上げ（ウンターハウ Unterhaw）、左のオクス、突き、右のプフルーク、突き、左の…と連続するのである。いいかえれば構えは剣の通過ポイントにすぎない。大切なのは剣の移動である。
ツヴェルヒハウは頭上で水平に剣を動かす。これは防御の天井である。ツベルヒハウは上からの攻撃に対して防御であるが、同時に水平斬りの攻撃でもある。
クルンプハウは正面の壁である。それはワイパーのようにあなたの前面を扇状にカバーする。クルンプハウを水平に寝かせると腹部へのミッテルハウ（水平切り）になる。
シールハウは左右の壁である。左右からの攻撃を防御するとともに上からの攻撃になる。
これらは基本は防御であるが角度を変えることで攻撃にもうつりかわる。
特殊な攻撃
モルトシュラーク Mortschlag
これは剣を逆手で持ちハンマーのようにキヨンで殴る。あるいは、キヨンの部分で引っ掛け引き倒すのだ。例えば、相手が切り下ろしてきた攻撃をハーフグリップで受け止め、グリップを離して剣先を持ち、そのままキヨンで相手の剣を絡めて引き落とし、相手のあごを柄頭で下から突き上げる。
クロスアーム
両手剣では構える時腕がクロスするものがある。例えば右のオクス、右の突き、左のシュランクフート、ネーベンフートなどだ。クロスアームは距離が近い時すべきではない。上から押さえられると両手が防がれてしまう。しかし、利点もある。クロスした腕を戻すパワーでハウは強く、スピーディになる。

### カウンター
基本構えの攻撃に対しては、一定の返し技が考えられている。
フォム・ダッハからの切り下げに対するツヴェルヒハウ Zwerchau（Twerhau）
フォム・ダッハで構え、相手が切り下ろすのに対して切り上げていく。まず、右手の親指をサム・アップし、次に手首を返して裏刃を正面に回す。手の甲を突き出し、手首の角度を90度にすることで、剣の軸を中心に刃の向きが裏と表180度変わる。相手の剣をとらえバインドした時に、体は右に移し、左腕を高く上げ、剣先を水平よりも下げ、切っ先で相手の首を狙う。切っ先が相手に届かなかったら、そのまま剣を少し引き喉を突く、そのまま手首を返し左から水平に斬りつける、アームクロスし剣を切り替え相手の剣の裏側を通って喉を水平に切る、などにつなげる。初めから裏刃を使っていくのは肘を伸ばし、剣先を下に向けることができる、拳が立って強いガードができる、左からの水平切りが容易、といった理由がある。
ツベルヒハウの基本は左右の水平切りだがシールハウと同様に高いツベルヒハウと低いツベルヒハウがある。低いツベルヒハウはクランプハウに似ているが、手の位置は通常のツベルヒハウとおなじく額の上であり、切っ先をさげる。これは接近して通常のツベルヒハウを行い、それに対応し防御した相手は次の低いツベルヒハウで腕を切られる。相手には手の位置は同じに見えるので２回目の攻撃の切っ先がさがっているとは予想できないからだ。
オクスからの突きに対するクルンプハウ Krumphau
フォム・ダッハで構え、突いてきた剣を切り落とす。体は横に踏み込んで逃げ、剣をワイパーように扇状に動かし体の全面を防御しつつ、相手の体や腕、もしくは剣を切り落とす。相手の体に当たらず剣をたたき落とした場合、次の攻撃はシールハウで裏刃を使って相手の右首を上から狙う。
あるいは裏刃を使って顎下へ切り上げるか、腰を思い切り左に振り、上体を右に倒しクロスアームの腕を元に戻すテコの応用で、左からのツベルクハウで相手の左こめかみをたたき割る。あるいは左手を剣から離し、相手の腕を掴み、顔面へ柄頭をたたき込む。クルンプハウは回転運動だが、その軸は剣の重心と一致する。片手で引き片手で押してこの動きをつかう。機械の機構でいえばピストン・ロッドのような感じだ。
プフルークからの突きに対するシールハウ Schielhau
シールハウは連携技の中でかなりの頻度を占める。わかりやすいのは左フォム・ダッハからの攻撃で、体は右に逃げ、腕はそのまま裏刃で真っ直に切り下ろす。このとき相手の中心よりも相手の右肩か右首を狙うのが良い。大切なのは両肘を高く上げ、自分の体から離した状態を保つことだ。これができていなければ、ガードは不十分でありあなたは大怪我をするだろう。シールハウでしっかりと防御攻撃ができあなたの剣が届いていたら、相手は剣で防いでも自分の力で自分の首を切ることになる。
高い位置からの切りおろしに対しての防御
剣を振り上げた上段の構えから切り下ろしてくる相手にはシールハウの突きで対処する。上記の動きとほぼ同じだが、狙う場所は剣を振り上げた時の腕と腕が作った三角の隙間、切っ先は喉もしくは顔を狙う。相手は剣を振り下ろすとその力で顔か喉を下に切られてしまう。
アドヴァンス・テクニックとして、フォム・ダッハで構え、突きが右を狙って来るようであれば左クルンプハウで突いてきた剣をはじいてはねのけ、ぐるりと剣を縦方向に回し回転のエネルギーをそのまま真っ向に斬りつける。
左を狙って来た場合、左肘を上げ剣先を下にして、側面から相手の剣に叩きつけるようにガードして、そのまま左肘を下げ、切っ先を上にして下腹を突く。このときも肘を伸ばししっかりとガードしつつ、攻撃をする。
アルバーからの突き上げに対するシャイテルハウ　Scheitelhau
突き上げてくる剣を横に逃げつつ、振り下ろす剣は相手の両腕で作った三角形の中を狙う。振り下ろした時には、手首を下げ、ひじは上に上げて張る。 背の高いあいてには出しにくい。また、シャイテルハウは連続性がないため技として独立している。むしろシャイテルハウはhauとよばれるものの、カウンター突きへとつながる導入として考えたほうが良い。フェンシングのアン・リニュのように切っ先を相手に向け腕を伸ばすことで、間合いを保ち相手が攻撃をためらい、自分が攻撃的有利な体勢に持ち込む。
ハウ hauen/hawは強い打撃的攻撃「斬」である。これに対しシュナイデンAbschneiden/schnedはエッジを当てて押し切る、引き切るという「切り」である。
突きは通常リードル redel:をともなう。これはレイピアの防御のと同じく切っ先を相手に向けたままコーン状に腕を回す。右（左）オクスからオクス左（右）へ動かすとわかりやすい。大切なポイントは肘を伸ばす。

### ソードレスリング
ソードレスリングは剣術の中において、突きや切りといった剣の攻撃ではなく、接触を伴った格闘の業である。
盾を持っていると盾をすぐに離せないので、ソードレスリングは片手剣あるいはロングソードにおいて見られる。特にロングソードのソードレスリングは甲冑を相手にする場合にも有効である。
ロングソードのソードレスリング。
ロングソードのソードレスリングは剣を棒術のように扱う。また、鍔は相手の攻撃を受け止め、ここを支点に剣を扱うのに重要である。基本は相手がツォルンハウで袈裟切りをしてきた場合を想定して説明する。ツヴェルヒハウで防御ができずこちらもツォルンハウ、もしくはクルンプハウで相手の剣を受け止める。（剣は日本刀のように鎬ではなく刃で受け止める。平の部分は弱い）ここから
1. 剣を受け止め左足を踏み込む。鍔で相手の剣を横に跳ね飛ばしそのまま柄頭で鼻を打ち砕く。
2. 剣のぶつかった箇所を支点としそのままの勢いで、相手のこめかみを鍔で打ち砕く
3. 剣を受け止め左足を踏み込む。すぐに相手の右前腕部を柄頭で引っ掛ける（ロングソードのグリップは長いので引っ掛けるには都合が良い）相手は自分の剣を両手で持っている）左手は相手の右ひじを外から押さえ、左足で相手の右足を引っ掛け、そのまま相手の右前方へ回転しつつ、押し倒す。
4. 剣を受け止めたら左足を踏み込む。すぐに左手を離し、相手の右前腕部を柄頭で引っ掛け、相手の右前腕部をはさむようにすぐに柄頭を握り引き倒す。相手が倒れてきたら即座に剣を切り上げ首を打つ。
5. 剣を受け止めたら左足を踏み込む。すぐに左手を剣から離し相手の右手首をつかむ。右手はそのまま手首を返し刃を相手の首筋へ押し当てる。相手の右腕を引き体を引き倒すと同時に首を切る。
6. 剣を受け止めたら左足を踏み込む。すぐに左手を離し左腕を相手ののどの下にいれ胸を張るようにいぞる。このとき可能な限り接近し自分の左足は相手の右足ひざの裏にあてる。
7. 剣を受け止めたら左足を踏み込む。すぐに右手を剣からはなす。（左手で剣を持つ）右ひじを相手の首下にいれラリアートをかける。このとき自分はさらに左足を大きく踏み込み、右足ひざは金的を狙う。もし相手が倒れなければ、右手親指を使って眼球をつぶす。
8. 剣を受け止めたら左足を踏み込む。ロングソードはグリップが長いのでそこを使って相手のひざの裏に引っ掛ける。肩を相手に押し付け柄を引き上げて相手をすくい倒す。
以上は自分の右側に相手を見る。以下は自分の左に相手を見る
9. 剣を受け止め右足を踏み込む。左手を剣から離し相手の腕をつかむ。前方に引くと同時に右手の剣の柄頭で相手の鼻を打ち砕く。あるいは刃で首を切る。このとき追加でその後、左足のひざで睾丸を蹴り上げるとなお良い。
10. 剣を受け止め右足を踏み込む。右手を剣から離し相手の腕をつかむ。右足を相手の前足にかけそのまま相手の左前方へ投げたおす。
11. 剣を受け止め右足を踏み込む。左手を剣から離し相手の睾丸をつかむ。右足は相手の左足のひざ裏に当て、接近し右ひじを相手ののどの下に当て、睾丸を持ち上げるようにして押し倒す。
12. 剣を受け止め右足を踏み込む。右手を剣から離し相手の左ひざを右手で救い上げる。そのまま肩を押し当てたおす

組み合うときに右手、左手どちらを離すかだが、技としてはどちらでも離して使えるようにある。しかし現実的には左手を離す確率が高い。理由はやはり利き腕で武器を持っているほうが安心であること、また、左手で武器を持った場合は柄頭近くになりバランスが悪くなることである。
ソードレスリングにおけるディスアーム（相手の武器を奪う）は上級者や看板用の技ではなく、かなり使用頻度の高いものだ。
これは金属の剣は非常に滑りやすいのでバインドして一挙動で接近できる。同じタイミングであいても接近すると、もうコンタクトレンジになる。この距離では構えた剣で相手を切るのは難しく、むしろ剣は自分の防御となる。つまりコンタクトレンジでは攻撃ではなく防御になるため、相手を無力化するために相手の腕や剣をつかまざるを得ない状況（防御のための攻撃）となる。

### ドイツ剣術以外の構えと攻撃
センターガード
正眼であるが3つに分かれる。ロングポイントは、腕・剣先ともに伸ばした構えで、切っ先で小さな円をえがいて相手の攻撃をいなす。ミドルポイントは普通の剣道の構えと同じ。ショートポイントは肘を張って剣を垂直に立てるもので、楯や接近したときの構えである。
ハンギングガード
肘を上げ、切っ先を斜め下にする構えで、オクスの変形ともいえる。めずらしく右側でアームクロスする。防御にも突きにも良く、剣の重心が下になるので疲れない。しかし、攻撃ラインは突きと手首を返しての攻撃、上からと右からの3つしかない。接近され剣を押さえられると動けなくなるので、初心者向きではない。
トップホライズン
頭の上で水平に防御をする構え。リカッソを持てば強く支えられるので、そのまま柄を離しキヨンで相手の剣を引っかけて落としたり、あるいは腰を使ってキヨンで殴ったりする。
リカッソを持たず剣先を左に水平に構えるのはイタリア剣術で（イノシシの牙）という構えである。
バックガード
長太刀を背負うような具合で、肩から背中を斜めにガードする構え。
乙女の構え
（イタリア剣術）肩に剣を担ぎ上げた構えである。ここからの斬撃は強力である。
アタックラインは、上下、左右（ホライズン）、左右斜め（ディアゴネル）、突き、の九つ。

## レイピア　Rapier

### 構造
突きに徹した剣であるものの、先端でのカット、あるいは引き、押しきりもできるよう両刃になっている。（後期では刃がなくなり突き専用のものもある）重さは1,2-1,5kg。剣身は長いものでは88cmほどある。拳をまもるヒルト部分は曲線で複雑なラインを構成するが、工芸的な美しさだけではなく、相手の剣の受け流しを計算に入れたものでもある。スェプトヒルトと呼ばれるものは∫状のフックがついており、これで相手の剣を絡め取ることができる。籠型ヒルトはかなり重い。そのご、登場したものはカップ型のヒルトである。半球形をしたヒルトは軽くて丈夫である。スモールソードになると剣は更に軽く、貝殻状のヒルトになる。
レイピアの剣は真っ直ぐで相当に長いが剣帯で吊ってあるので抜きやすい。また鞘を金属リングにかえると非常に抜きやすい。

### 足
右足を前、左足を後ろにして、肩幅に開く。前足のつま先は相手に対してまっすぐに向け、後足はそれに対して45度-90度の間で開く。上体は、頭上に風船があり上に引っ張られるようなイメージでまっすぐに立て（イタリア式は極端に前屈みになる）膝はロングソードなどよりやや強く曲げる。
ステップはフェンシングのようなリズミカルなホップはしない。足の裏全体を地面につける。日本の剣道がつま先よりなのに対してステップは踵から着地する。フェンシングと同じである。これは「歩く」が元になっている。
特にファント（ランジ）をするときは踵から着地すれば、その勢いを膝を曲げることでより前にだせるが、これをつま先から着地するとその時点で動きにストップがかかってしまう。

### 構え
右手は軽く肘を曲げ、手の甲を上にし、剣の指鐶に指を通して、柄頭を手首の裏に当て、切っ先は相手の喉に狙いをつける。指を支点に柄頭は剣の重さで上に上がるため、剣先は下がらず、構えていても楽なのだ。この場合、刃は水平になる。イタリアでは柄頭を手首に当てる持ち方はせず、刃は垂直にかまえる。
左手は頬の前に垂直に立てて、手を左右に振って顔面の防御をする。左腕を犠牲にして急所を守る。なお、剣の防御は近代フェンシングでは8番までだが、レイピアでは9番目まであり、その順序も異なっている。これらはカットがまだ残る古い型である。例えば5番は頭上に水平に構えるのだが、これは現在ではサーブルの頭へのカットに対しての防御に見られる。
また、イタリア式とフランス式では順序が異なる。たとえばイタリア式は腕を斜め上に伸ばし切っ先を斜め下（相手の中心）向けて1番、
切っ先の位置を変えず腕を右に2番、そのまま時計方向腕を下に3番、左に肘を反るようにして4番となる。
よくある誤解で、「レイピアは撓る」といわれる。これは競技フェンシングの剣ではある程度当てはまる。競技フェンシングは振込むことで先端が撓り、相手の背後を突く（正確には剣の先端を当てる）ことができた。しかし、これは競技テクニックであり生死を賭けるような剣術ではそのような攻撃はダメージを与えられない。また、撓ることで衝撃を逃がし安全になる。実際にレイピアはそれほど撓るものではない。撓ると先端がぶれ、正確で鋭い突きができないからである。
剣の見極めの一つに剣を持って拳で握った手を叩く。良い剣は中心部がぶれても先端はぶれない。悪い剣は先端が大きくぶれる。

### 間合い
シングル・レイピアは剣の中で最も間合いの長い部類に入る。突きを主体としているので剣先は必ず相手の体よりも内側を向いている。レイピアの間合いを考えるとき、このようなイメージを想像するとわかりやすい。自分の正面130cmほどのところに直径20cmほど厚さ十数cmほどの円盤が縦になって宙に浮いている。この円盤がもっとも有効な攻撃/防御ゾーンである。もちろん、強い踏み込みをすればこの円盤はもっと厚みが増え円筒形になるだろう。この攻撃/防御ゾーンが間合いである。この概念をほかの剣にもイメージすると、レイピアの防御/防御ゾーンが非常に小さいことがわかるだろう。これがレイピアの特性なのだ。もしダガーがあれば、ダガーの扇形をした、攻撃/防御ゾーンが自分の左側50cmほどのところにもう一つあるわけだ。相手を攻撃する場合、この防御/防御ゾーンをどのようにかいくぐるかが剣術テクニックといえる。
しかしイタリア式の間合いはかなり短い※

### 防御
レイピアは防御のテクニックである。したがって相手を殺傷するよりも自分の身を守ることが大切とされる。フェンシングでもこの考えは同様であり、判定はやられたほうをカウントし、結果的に自分が生き延びて勝ったとなる。
さて、フェンシングのフルーレと違うのはフェンシングはルール上、「攻撃権」というのがあり攻撃をするにいたって、相手の剣を防御し捉えなくてはならない。したがって剣の動きは肘を中心に扇状に動かし防御空間は肘を中心とし剣先は外を向く円錐状になる。相手の剣を捕らえて1、攻撃して2と2テンポにならざるを得ない。しかしレイピア（フェンシングのエペも同様）では防御と攻撃は同時であるため、相手の剣を肘を押し当てるようにして防御し剣先は相手にむけた、逆円錐状になる。つまり防御したと同時に剣先はあいてに届いているわけだ。（この感覚はドイツロングソードに近い。）
あなたが攻撃を受け、後ろに後退するとき最も良いのは、腕を左に切っ先を相手に向ける4番の構えだ。相手は追い討ちで突き返しをすると、自然にこのラインと重なる。
もうひとつはブロードソードでも使う1番の構えである。これは腕を上に、切っ先を相手の中心に向けたガードである。

### 攻撃
レイピアの主攻撃は突きである。フェンシングに特徴的な、体を伸ばしきって行う突きをファント（ランジ）といい、レイピアにおいても重要とされるが、現代フェンシングに比べると使用頻度は落ちる。
レイピアにおいてランジをする場合は、すぐに姿勢を戻すか他の姿勢を取らねばならないとされる。戻る場合には、前足で地面を蹴る。より距離を保つために、そのまま右足を交差させ後ろまで下がる場合もある。相手が下がった場合に更に前進する方法もあり、後足を前足まで引きつけ、もう一度ランジする。このときは腕を引く暇がないので、剣先を動かさず、肘を伸ばしたまま、肩と手首で角度を付け円錐状の空間を意識して角度をつけた突きをする。あるいは後ろ足を交差させ歩いて、相手の後退と共に小走りで追いかける形もある。
レイピアは、刃は鋭く両刃なので切ることもでき、裏刃のテクニックもある。たとえば、フェンシングのサーブル、バンデロールは、袈裟切りに切りつける寸前に腕を内転させ、剣先を下に向けることで、通常の斬りつけよりも早く相手に剣を届かせる方法である。
その他、通常の構えからは、手の甲を上にして切っ先を相手に向けている状態から、そのままの鳩尾や喉を狙っての突き、足を狙っての表刃の切り下げ、裏小手を狙っての裏刃の切上げ、などが可能である。
チボーのレイピア剣術はまたスタイルがことなりシングルソードであった。かれは体や腕の長さを基準に剣の長さ、相手との距離、ステップの位置や歩幅などを分析して詳細な図形として表した。これはダ・ヴィンチのウィトルウィウス人体図のような感じで円とそれに接する正方形などを基準に数学的に間合いなどを解析してい
る。当時の幾何学と西洋宇宙論に影響を受けており、また彼も人体と宇宙を関連づけて考えていたようだ。かれはその著書のなかでマスケット銃やツーハンドソード、シールド＆ソードに対抗する手段などを残している。

### ヴォルテ
レイピアにおけるカウンターの技術で、相手が踏み込んできた時、剣は相手の移動線上においたまま、体を捻って突きをかわすものである。フェンシングで時おりみられるダッキングはこれの変形で、剣を残したまましゃがみこむ。
相手が大きく踏み込んでくるのが見えたら、その相手の体の正面に切っ先を向け、左足は後ろから横へと移動させる。足の移動と身を捻る角度によって、デミ・ヴォルテ（45度）、ハーフ・ヴォルテ（90度）、フル・ヴォルテ（180度）の3種類がある。
フル・ヴォルテでは、左足が体を中心に元の位置とは反対の位置まで移動し、相手に完全に背中を向ける形になる。 手の平を上を向け、手首は剣と90度の角度をつけることで、踏み込んできた相手に切っ先を向ける。フル・ヴォルテはまた、後ろ向きにランジする形で、軸線をずらす攻撃としても使用される。
ヴォルテは片手剣でのみ使われる。ヴォルテは自分の軸を相手の中心からはずしつつ攻撃する。剣道には見られないとても西洋剣術的な動きである。

### 喧嘩的なテクニック
相手の剣をフックヒルトダガーで捉えるとそのまま捻りあげる。レイピアは指環のなかに指を通しているのですぐに離せない。そのままねじって指を折る。
腹に剣が刺さったら、そのまま膝で柄頭を蹴り上げ、更に深く突き刺し右に剣を押し上げる。
レイピアの間合いは遠いが攻撃は突きが主体だから、踏み込むことが多い。相手も同じタイミングで突きを出せば、あなたが基本に忠実に剣でそれを押しのけ防御したとしてもその間合いは一挙に縮まる。3m近い間合いが一挙にコンタクト・レンジまでになる。こうなると切っ先は外を向いているので動けない。ダガーがあればダガーが有効だが（まさにダガーをもつということは間合いが長短2つあることだ）なければ相手の腕をつかむのがもっとも安全な選択肢である。軽やかな剣技にみられるレイピアだが、実際には間合いが近づけば、護拳でなぐったり相手の腕をつかんで引き倒す、蹴り上げるといった荒っぽいものになることが多かったようだ。

### 左手
左手では、防御のためにダガー、剣の鞘、マント、帽子などを使った。
マントは相手の剣を振り払い絡めるほか、顔面に投げつけたり、マントの裏からマントごと剣を刺し通して相手から読まれにくい攻撃を行うこともできる。相手の構えた剣はあなたの前数十cmに剣先があり、この剣先にマントを乗せるだけでも片手で剣を持つ相手の握力はそれに耐えられず、剣先は下に向く。
自分の腕に巻きつけて、完全に盾や鎧などの防具としても使える。
マントは裾に重りを入れたり、裏と表をコントラストの強い配色にして相手の目を眩ませるなどの工夫がなされた。このマントは180度の開きを持つサークル型ものがよい。長さは羽織って手首が出る半マントである。あまり長く広いと重すぎるし払ったときのウェーブが裾まで届くのにタイムラグがある。
このマントを使う防御は闘牛士のマタドールが使うムレタの扱いに見られる。
ダガーは剣と並行に構えるのではなく、必ず角度をつけて持つ。相手に対しても 自分の剣に対しても45度位の角度をもち、パリーは肘を中心に扇状にカバーする。この時、左右の足は通常の構えとは逆に、左腕・左足を前にして短剣などを相手に向けても良い。 ランジの後、体を引く際には、ダガーを剣を引いた分だけ前に出して防御する。
ダガーの形状にはいくつかあるが、十手のようなヒルトを持つものはやや斜めに、船の帆型の手を防御するガードがついたものは垂直に立て腕を伸ばす。これはバックラーと同じと見てよい。すなわち、盾（この場合はダガー）の影を大きく取るのである。
レイピアの場合、最終的な攻撃は剣先が必ずこちらを向いている。したがって日本刀のように垂直・水平・斜めからの、斬り上げ・斬り下ろしのカットラインもある剣術よりも読みきりは容易である。日本古流の二刀流に比べると、さほど難しいものではない。
ダガーを持っている場合はあなたが集中するのは左のダガーである。右の剣ではない。とにかくダガーで防御することを考えよ。

## 東欧系サーベル
ハンガリー人（マジャル人）などアジア系の民族は片刃のサーベルを使った。これは湾曲しておりカットを重視したものだ。フェンシングのサーブルとはまったく異なり重い。手首、肘を回し遠心力と回転をつけて切る。ハンガリーには古くからサーベルがあり西洋の剣と近世まで同時に存在していた。
立ち居合いのような抜刀から攻撃もあるようだ。

## その他

### 抜剣と納剣
西洋の剣は剣帯で吊ってあり直身なので、日本の刀のような鞘引きはできない。そのために居合いのような技術はない。納剣も日本剣術のようなきれいなものではなく、長い剣は剣身をもって二段階で鞘に納めた。リカッソはこのような時も役立つ。鞘は革、金属、木などでつくられ時には内側に羊毛を貼った。これは雨の進入を防ぐと共に、脂分が錆を防ぐからである。また、密着感もよい。
日本刀に慣れた人が西洋剣を鞘から抜く場合、その長さに驚き西洋人の身長のことを理由に挙げるが、そうではない。剣と刀の装着方法がちがうのだ。日本刀は腰の帯に挟む。したがって柄は腰よりも上であり胸元もと近くにある。
一方、西洋剣は腰から吊るすので柄の位置は大腿部にある。西部劇のカウボーイのピストルホルダーの位置だ。右腕を前にのばし、拳を頂点に大腿部（西洋剣の位置）と腰上（刀の位置）の三角形を想定すると二等辺三角形ではなく不等辺三角形となり一番長いのは拳-大腿部の辺になる。これが抜くときのスライド幅となるので、刀よりも長い剣でも抜けるのだ。
剣は左の腰に吊すので椅子は自分の右から座る。これが現在のテーブルマナーにおける着席の元である。
貴人の前でひざまずいての礼は左足を立てる。右足を立てると斬りつけることが簡単だからだ。両足でひざまずくのは神に祈りをささげるときである（だからヒト相手は片足だけ）。
剣を吊って、立ったまま腰を曲げてお辞儀をすると、鞘先が上がって後ろの人にあたるので、男性のお辞儀は手を左右に広げお尻を後ろに突き出す礼ができた。男性バレリーナなどがする礼である。このときも同様の理由で右足を引く。
馬の左から乗ったり馬を誘導するとき左に立つのは、やはり左の剣がじゃまにならないためである。（武士が馬の右から乗馬するのは、両手持ちの太刀は腰に水平に佩く。
柄が前方に長く突き出るので馬の左から乗ると、鞍にぶつかる。

### 馬上での斬り合い
馬を切ることはルール違反であるが、それでも馬の首筋や肩を剣で守るガードがサーベルにはある。
ドイツ剣術のマスターになるには、3つのテストを受けねばならなかった。ひとつはマスターとの戦いである。二つ目は酔っ払い、3つめのテストは素人であった。酔っ払いは恐れを知らずに攻撃をするし、素人は想定外の戦いをするからだ。
間合いの近いバックラー＆ブロードソードよりもシングル・レイピアのほうがコンタクトレンジになりやすい。これはレイピアが突きが主であり接近しやすいこと。バインドしやすいこと。ガルドと腕の小さな動きだけで相手の切っ先をはずせることから、突き、踏み込み、切っ先をはずすとそのまま鍔元まで相手の剣が滑ってくる。そうなれば相手の腕を掴み引き倒すのが容易になる。
ハンガリーには馬上レイピアとも呼ばれるものがあり、長さは1.6mほどもある。ウィング・フッサー騎兵隊が馬上で槍のような使い方をした。